# Mercedes Palomino
Mercedes Palomino (Barcelona, 2 de febrero de 1913 - Outremont (Canadá), 18 de abril de 2006) fue una actriz y empresaria teatral canadiense de origen español. Fundadora, junto con la actriz canadiense Yvette Brind'Amour, del Théâtre du Rideau Vert, una institución emblemática del teatro quebequés moderno.

## Biografía
Su familia emigró a Argentina, llevándola consigo, a la temprana edad de cinco años. En Buenos Aires estudió en el Conservatorio de Arte Dramático, trabajando al mismo tiempo como periodista en medios de comunicación escritos y radiofónicos. Posteriormente representó obras teatrales en Chile durante dos años y se mudó al Perú junto con su familia. Allí, se convertiría en responsable de la sección de teatro radiofónico de Radio Lima.
En 1946, gana un premio radiofónico, siendo invitada a trabajar durante un año en Estados Unidos, para la Cadena de las Américas de la CBS en Nueva York. Un año después (1947) regresó a Europa, como corresponsal de cultura en París para el periódico La Prensa de Lima.
En 1948 llegó a Montreal para realizar una serie de reportajes sobre Canadá destinados a Latinoamérica. Sin embargo, ese año travó contacto con la ya reconocida actriz Yvette Brind'Amour, con la que decidió fundar el Théâtre du Rideau Vert (Teatro de la Cortina Verde), la compañía profesional de teatro en francés más antigua del país. El Théâtre du Rideau Vert estrenó su primera obra el 17 de febrero de 1949, y desde entonces ha puesto en escena más de 300 producciones.
En 1953 comenzó a trabajar como productora en el servicio internacional de Radio Canadá para los servicios en lengua española. Ese mismo año, Mercedes Palomino obtuvo la nacionalidad canadiense. Al tiempo que dirigía el Théâtre du Rideau Vert, fue presidenta del Centro Internacional de Teatro Canadiense (1970-1971) y presidenta de la asociación de directores de teatro (1971-2003).

## Galardones
- 1983 - Orden de Canadá
- 1984 - Premio Victor-Morin de la Société Saint-Jean Baptiste
- 1991 - Premio Gascón-Thomas de la Escuela Nacional de Teatro de Canadá
- 1992 - Premio de las Artes Escénicas del Gobernador General
- 1994 - Caballero de la Orden Nacional de Quebec.